# サンドリーヌ・テスチュ
サンドリーヌ・テスチュ（Sandrine Testud, 1972年4月3日 - ）は、フランス・リヨン出身の女子プロテニス選手。1999年の全米オープン女子ダブルスで、チャンダ・ルビン（アメリカ）とペアを組んで準優勝した選手である。自己最高ランキングはシングルス9位、ダブルス8位。WTAツアーでシングルス3勝、ダブルス4勝を挙げた。

## 来歴
テスチュは比較的遅咲きで、あまり目立たないタイプの選手だったが、選手層の厚いフランス女子テニス界を長年支えてきた選手のひとりである。女子テニス国別対抗戦・フェドカップでも1997年からフランス代表選手を務め、オリンピックにも2000年シドニー五輪と2004年アテネ五輪の2度出場した。
1989年にプロ入り。1997年のウィンブルドンシングルス3回戦で第2シードのモニカ・セレシュを 0-6, 6-4, 8-6 で破って注目を集め、7月のイタリア・パレルモ大会でツアー初優勝を果たす。同年の全米オープンで初めての4大大会ベスト8に進出したが、準々決勝で当時17歳のビーナス・ウィリアムズに 5-7, 5-7 で敗れた。1998年の全豪オープンで4大大会に連続ベスト8入りを決めたが、この準々決勝ではコンチタ・マルティネスに敗れた。1998年6月13日に、コーチであるイタリア人のヴィットリオ・マグネリ（Vittorio Magnelli）と結婚。同年の10月にドイツ・フィルダーシュタットの「ポルシェ・テニス・グランプリ」でツアー2勝目を達成する。
1999年の全豪オープン3回戦で、テスチュはビーナスの妹セリーナ・ウィリアムズを3回戦で破り、アメリ・モレスモ（当大会の準優勝者になった）、マリー・ピエルスと並んで3人のフランス人女子選手が4回戦に進出した。これは1954年全仏選手権以来の快挙で、テニスの「オープン化時代」（1968年以後）のフランス人女子選手としては最高記録だったという。テスチュ自身は、4回戦でモニカ・セレシュに 0-6, 3-6 で敗れた。同年の全米オープン女子ダブルスで、テスチュはチャンダ・ルビン（アメリカ）とペアを組んで決勝に進み、ビーナスとセリーナのウィリアムズ姉妹組に 6-4, 1-6, 4-6 で敗れて準優勝になった。1999年11月15日付の女子テニス世界ランキングでは、フランス人女子選手が同時に「4人」トップ10位以内に入ったが、マリー・ピエルスが5位、ナタリー・トージアが6位、ジュリー・アラール＝デキュジスが8位、テスチュが9位にランクされた。
2002年のウィンブルドンで2回戦敗退に終わった後、テスチュはしばらく競技生活から遠ざかり、2003年2月19日に娘を出産した。その後2004年2月にツアーへ復帰し、全仏オープンの女子ダブルスでロベルタ・ビンチ（イタリア）と組んで準決勝に進出する。アテネ五輪にも出場し、シングルスは1回戦でシルビア・ファリナ・エリア（イタリア）に敗れたが、ナタリー・ドシーと組んだダブルスで上位に進出し、アルゼンチン代表のパオラ・スアレス&パトリシア・タラビーニ組との準々決勝まで勝ち進んだ。ファリナ・エリアに敗れたオリンピック1回戦が、テスチュの最後のシングルスになる。ダブルスでは2005年7月まで試合に出場したが、イタリア・パレルモ大会のダブルス1回戦敗退を最後に現役を引退した。

## WTAツアー決勝進出結果

### シングルス: 10回 (3勝7敗)
| 大会グレード         |
| -------------------- |
| グランドスラム (0–0) |
| ティア I (0–1)       |
| ティア II (1–3)      |
| ティア III (0–3)     |
| ティア IV & V (2–0)  |

| 結果   | No. | 決勝日         | 大会                 | サーフェス        | 対戦相手               | スコア             |
| ------ | --- | -------------- | -------------------- | ----------------- | ---------------------- | ------------------ |
| 優勝   | 1.  | 1997年7月14日  | パレルモ             | クレー            | エレーナ・マカロワ     | 7–5, 6–3           |
| 準優勝 | 1.  | 1997年8月18日  | アトランタ           | ハード            | リンゼイ・ダベンポート | 4–6, 1–6           |
| 準優勝 | 2.  | 1998年7月6日   | プラハ               | クレー            | ヤナ・ノボトナ         | 3–6, 0–6           |
| 優勝   | 2.  | 1998年10月5日  | フィルダーシュタット | ハード (室内)     | リンゼイ・ダベンポート | 7–5, 6–3           |
| 準優勝 | 3.  | 1999年10月31日 | リンツ               | カーペット (室内) | マリー・ピエルス       | 6–7(2), 1–6        |
| 準優勝 | 4.  | 2000年2月6日   | 東京                 | カーペット (室内) | マルチナ・ヒンギス     | 3–6, 5–7           |
| 準優勝 | 5.  | 2001年1月8日   | キャンベラ           | ハード            | ジュスティーヌ・エナン | 2–6, 2–6           |
| 準優勝 | 6.  | 2001年2月18日  | ドーハ               | ハード            | マルチナ・ヒンギス     | 3–6, 2–6           |
| 優勝   | 3.  | 2001年9月16日  | ワイコロア           | ハード            | ジュスティーヌ・エナン | 6–3, 2–0, 途中棄権 |
| 準優勝 | 7.  | 2002年2月18日  | ドバイ               | ハード            | アメリ・モレスモ       | 4–6, 6–7(5)        |

### ダブルス: 11回 (4勝7敗)
| 結果   | No. | 決勝日         | 大会                 | サーフェス        | パートナー                     | 対戦相手                                            | スコア         |
| ------ | --- | -------------- | -------------------- | ----------------- | ------------------------------ | --------------------------------------------------- | -------------- |
| 準優勝 | 1.  | 1992年4月13日  | パタヤ               | ハード            | パスカル・パラディス＝マンゴン | イサベル・デモンジョー ナタリア・メドベデワ         | 1–6, 1–6       |
| 準優勝 | 2.  | 1995年7月31日  | サンディエゴ         | ハード            | アレクシア・デショーム         | ジジ・フェルナンデス ナターシャ・ズベレワ           | 2–6, 1–6       |
| 準優勝 | 3.  | 1998年10月26日 | ケベックシティ       | ハード (室内)     | チャンダ・ルビン               | ロリ・マクニール キンバリー・ポー                   | 7–63, 5–7, 4–6 |
| 準優勝 | 4.  | 1999年9月12日  | 全米オープン         | ハード            | チャンダ・ルビン               | セリーナ・ウィリアムズ ビーナス・ウィリアムズ       | 6–4, 1–6, 4–6  |
| 優勝   | 1.  | 1999年10月10日 | フィルダーシュタット | ハード (室内)     | チャンダ・ルビン               | ラリサ・ネーランド アランチャ・サンチェス・ビカリオ | 6–3, 6–4       |
| 準優勝 | 5.  | 1999年11月14日 | フィラデルフィア     | カーペット (室内) | チャンダ・ルビン               | リサ・レイモンド レネ・スタブス                     | 1–6, 6–72      |
| 優勝   | 2.  | 2000年2月7日   | パリ                 | カーペット (室内) | ジュリー・アラール＝デキュジス | エミリー・ロワ アサ・スベンソン                     | 3–6, 6–3, 6–4  |
| 優勝   | 3.  | 2000年7月30日  | スタンフォード       | ハード            | チャンダ・ルビン               | カーラ・ブラック エミー・フレージャー               | 6–4, 6–4       |
| 準優勝 | 6.  | 2001年10月15日 | チューリッヒ         | ハード (室内)     | ロベルタ・ビンチ               | リンゼイ・ダベンポート リサ・レイモンド             | 3–6, 6–2, 2–6  |
| 優勝   | 4.  | 2001年2月12日  | ドーハ               | ハード            | ロベルタ・ビンチ               | クリスティ・ボーグルト ミリアム・オレマンス         | 7–5, 7–64      |
| 準優勝 | 7.  | 2002年2月18日  | ドバイ               | ハード            | ロベルタ・ビンチ               | バーバラ・リットナー マリア・ベント＝カブチ         | 3–6, 2–6       |

## 4大大会シングルス成績
略語の説明
| W | F | SF | QF | #R | RR | Q# | LQ | A | Z# | PO | G | S | B | NMS | P | NH |

W=優勝, F=準優勝, SF=ベスト4, QF=ベスト8, #R=#回戦敗退, RR=ラウンドロビン敗退, Q#=予選#回戦敗退, LQ=予選敗退, A=大会不参加, Z#=デビスカップ/BJKカップ地域ゾーン, PO=デビスカップ/BJKカッププレーオフ, G=オリンピック金メダル, S=オリンピック銀メダル, B=オリンピック銅メダル, NMS=マスターズシリーズから降格, P=開催延期, NH=開催なし.
| 大会           | 1990 | 1991 | 1992 | 1993 | 1994 | 1995 | 1996 | 1997 | 1998 | 1999 | 2000 | 2001 | 2002 | 2003 | 2004 | 通算成績 |
| -------------- | ---- | ---- | ---- | ---- | ---- | ---- | ---- | ---- | ---- | ---- | ---- | ---- | ---- | ---- | ---- | -------- |
| 全豪オープン   | LQ   | A    | 2R   | 1R   | 4R   | 3R   | 1R   | 2R   | QF   | 4R   | 4R   | 3R   | 1R   | A    | A    | 19–11    |
| 全仏オープン   | 1R   | 1R   | 2R   | 1R   | 1R   | 2R   | 3R   | 3R   | 4R   | 2R   | 3R   | 4R   | 1R   | A    | 1R   | 15–14    |
| ウィンブルドン | A    | A    | 1R   | 1R   | 1R   | 2R   | 2R   | 4R   | 4R   | 3R   | 1R   | 4R   | 2R   | A    | A    | 14–11    |
| 全米オープン   | A    | LQ   | 2R   | 1R   | 2R   | 3R   | 4R   | QF   | 3R   | 2R   | 4R   | 4R   | A    | A    | A    | 20–10    |